# Рангендінген
Рангендінген (нім. Rangendingen) — громада в Німеччині, знаходиться в землі Баден-Вюртемберг. Підпорядковується адміністративному округу Тюбінген. Входить до складу району Цоллернальб.
Площа — 21,68 км2. Населення становить 5276 ос. (станом на 31 грудня 2020).